# 高地德語子音推移

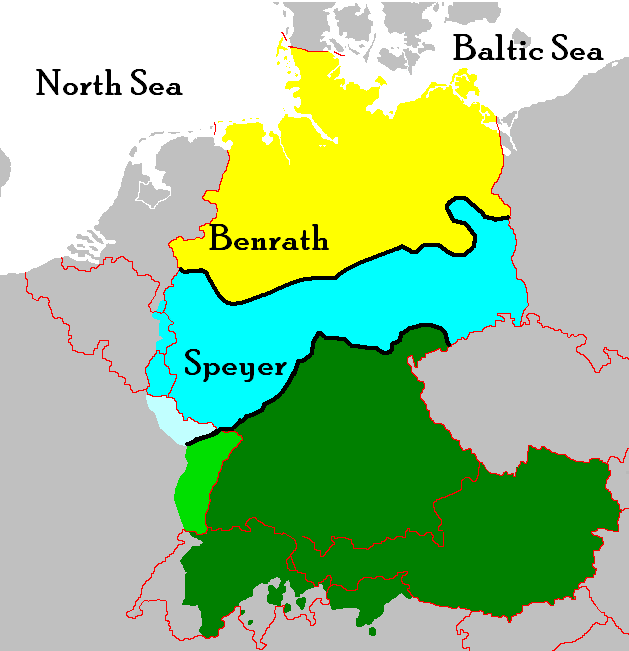
高地德語的子分界，綠色處為上德語區、藍色處為中央德語區，它們和低地德語（黃色部份為其通行區）有所區別。主要的等語線，如本拉特線（Benrath）施派尔線等（Speyer），皆以黑色標明。

在歷史語言學裡，高地德語子音推移（德語：Hochdeutsche  Lautverschiebung），又名第二次（日耳曼語）子音推移（德語：Zweite Lautverschiebung），是在西日耳曼語方言連續體區域的南部地區所發生的，可分為數階段的語音變化的總稱，這個變化可能是在三到五世紀間開始的，而且大部份的變化，都在九世紀，也就是目前已知最早的高地德語文獻的書寫年代前就已完成。歷經此變化的語言，也就是古高地德語，和其他沒歷經過此音變的大陸西日耳曼語言有著清楚的分界，古高地德語亦可藉此和完全沒受到此推移影響的語言，也就是古英語，做出清楚的分別。

## 綜合敘述
高地德語子音推移影響了多種南部德語方言，同時也影響了標準德語、意第緒語和盧森堡語等語言，同時此變化也解釋了為什麼許多德語單詞的子音與其明顯相關的語言（如英語和荷蘭語等）不同。根據不同的定義，此詞所指稱的變化範圍可以特指九個特定子音在此時期發生的變化（狹義），或同時其他在同一時期其他子音發生的變化（廣義）。
就狹義定義而言，高地德語子音推移可指以下三個接連發生的變化階段：
1. 日耳曼語言的三個清塞音在某些特定發音條件下變成擦音（如英語單詞ship對德語單詞Schiff之關係）
2. 上述的三個塞音在其他地方變成塞擦音（如英語單詞apple對德語單詞Apfel之關係）
3. 濁塞音變清塞音（如英語單詞door對德語單詞Tür之關係）

由於1與2的變化所影響者是相同的清塞音，因此有些學者為了方便而將以上三個變化簡化成兩個：清音（變化階段1與2）與濁音（變化階段3），這麼做在形態學上是有好處的，但這樣的話就無法反映變化發生的年代。
其他該時期發生於該地區的變化有時也會與高地德語子音推移相提並論，其中最重要的一項就是：
變化階段4：/θ/(及其同位異音[ð])變成/d/（如英語單詞this對標準德語單詞dies之關係）。
這個現象之所以叫「高地德語」子音推移，是因為它所影響者乃高地德語之方言（也就是多山南部所通行者），尤其上德語，縱然其亦部份地影響中部德語。不過變化階段4亦影響低地德語與荷蘭語。此變化又被稱作「第二次」日耳曼語子音推移，以和由格林定律與維爾納定律所定義之「（第一次）日耳曼語子音推移」做分別。
高地德語子音推移並非在一次單一事件中突然發生，此事件乃一系列共長達數世紀之「擾動」所構成，且此些「擾動」之內容隨地域不同而改變。所有的變化皆出現於最南方之德語方言，且不同程度地向北散佈，此現象使人認為此些「擾動」是由現今奧地利與瑞士所在的這塊地方所發出。雖然有些變化只出現在阿勒曼尼語（包括瑞士德語）與巴伐利亞語（包括奧地利德語）的南部區域，不過多數的變化都出現在整個上德語區，甚至有些變化亦散佈至中部德語區。事實上，中部德語經常都被定成Appel/Apfel線與Dorp/Dorf線之間的區域所使用的語言。þ→d這個變化的範圍是更加廣泛的，此變化散佈至北海地區，並同時影響了荷蘭語與所有的德語方言，同時多數（但非全部）的變化的變化，都成為標準德語的一部份。
就如其之前之「（第一次）日耳曼語子音推移」一般，高地德語子音推移是為鏈變（Chain Shift）之良好範例。例如變化階段1與2使得受影響之語言失去音素/t/，因為它已變成了/s/或/ts/，變化階段3（d→t）填補了此缺口，但卻於音位/d/留下了新缺口，而此缺口由變化階段4（þ→d）所填補

## 推移縱觀
對於非專家而言，此推移之影響在比對包含已推移發音之現代德語單詞與未推移之現代英語與荷蘭語相對應當詞時尤為明顯。以下縱觀列表是根據原始印歐語之發音排列（G=格林定律；V=維爾納定律）。當注意的是以下所展示之詞皆為同源詞，但它們之含義不一定相同，如德語單詞Zeit意即「時間」，但其英語同源詞tide卻表「潮汐」之意（其他轉義請見本段底部之註解）。
| 原始印歐語→原始日耳曼語  | 變化階段 | 推移內容 原始日耳曼語→古高地德語 | 受影響之單字舉隅（以現代德語為例）                                     | 發生世紀 | 發生地區                                   | 標準德語 是否包含此變化？ |
| ------------------------ | -------- | -------------------------------- | ---------------------------------------------------------------------- | -------- | ------------------------------------------ | ------------------------- |
| G: *b→*p                 | 1        | *p→ff                            | schlafen、Schiff （對比英語之sleep與ship）                             | 4/5      | 上德語與中部德語                           | 是                        |
| G: *b→*p                 | 2        | *p→pf                            | Pflug、Apfel、Kopf、scharf 對比英語之plough、apple、cup、sharp)        | 6/7      | 上德語                                     | 是                        |
| G: *d→*t                 | 1        | *t→ss                            | essen、dass、aus 對比英語之eat、that、out                              | 4/5      | 上德語與中部德語                           | 是                        |
| G: *d→*t                 | 2        | *t→ts                            | Zeit、Zwei、Katze 對比英語之tide、two、cat                             | 5/6      | 上德語                                     | 是                        |
| G: *g→*k                 | 1        | *k→hh                            | machen、ich 對比英語之make與荷蘭語之ik                                 | 4/5      | 上德語與中部德語                           | 是                        |
| G: *g→*k                 | 2        | *k→kch                           | 巴伐利亞語之Kchind 對比德語之Kind                                      | 7/8      | 最南部之奧地利─巴伐利亞語 與高地阿勒曼尼語 | 否                        |
| G: *bʰ→*b V: *p→*b       | 3        | *b→p                             | 巴伐利亞語之perg、pist 對比德語之Berg、bist                            | 8/9      | 部份巴伐利亞語與阿勒曼尼語                 | 否                        |
| G: *dʰ→*đ→*d V: *t→*đ→*d | 3        | *d→t                             | Tag、Vater 對比英語之day與荷蘭語之vader                                | 8/9      | 上德語                                     | 是                        |
| G: *gʰ→*g V: *k→*g       | 3        | *g→k                             | 巴伐利亞語之Kot 對比德語之Gott                                         | 8/9      | 部份巴伐利亞語與阿勒曼尼語                 | 否                        |
| G: *t→þ [ð]              | 4        | þ→d ð→d                          | Dorn、Distel、durch、Bruder 對比英語之thorn、thistle、through、brother | 9/10     | 所有德語與荷蘭語使用區                     | 是                        |

#### 注解
1. ↑  Kopf本義為「杯子」，但現代德語中此詞意為「頭」。
2. ↑  此詞在古高地德語中為scarph，中古高地德語中則為為scharpf。
3. ↑  古高地德語作ezzen, daz, ūz。
4. ↑  在德語中<z>發/ts/的音
5. ↑  古英語之「我」主格形為ic（現代英語為I）
6. ↑  巴伐利亞語之perg與其德語之對應字Berg，其意為「山丘」；巴伐利亞語之pist與其德語之對應字bist，其意為「（你）是‧‧‧」
7. ↑  古英語表「父親」一義之詞為fæder（現代英語為father），但現代英語中，古英語以-der結尾之詞歷經了d→th之變化。
8. ↑  巴伐利亞語之Kot與其德語之對應字Gott，其意為「神」

## 狹義所指稱之三階段變化之詳解

### 變化階段1
影響了整個高地德語區的變化階段1，被認為早至四世紀就已發生，但此觀點具有高度的爭議性。目前此推移最被確認最早在《罗萨里敕令》（成書於643年，現存之最早文獻出現於650年之後）之時發生。據多數學者表示，於西元600年左右以盧恩字母寫成的前古高地德語（Pre-Old High German）石碑未存有可確認此推移發生的跡象。
在此階段，清塞音在兩母音間變成長清塞音，在母音後或字尾變成短清擦音，如下所示：
p→ff或字尾的f
t→zz（之後變為德語的ss）或字尾的z（s）
k→hh（之後變為德語的ch）
注意：在古高地德語的單詞中，<z>代表著某種與<s>不同之發音，其間之區別依舊不明朗，<s>可能是舌尖音而<z>可能是舌葉音。
具體例子如下：
古英語之slǣpan對比古高地德語之slāfan（另外對比現代英語之sleep、荷蘭語之slapen與德語之schlafen）
古英語之strǣt對比古高地德語之strāzza（另外對比現代英語之street、荷蘭語之straat與德語之Straße）
古英語之rīce對比古高地德語之rīhhi（另外對比現代英語之rich、荷蘭語之rijk與德語之reich）
第一階段之推移，未影響如*appul（意即「蘋果」）及*katta（意即「貓」）等字所擁有之長塞音，或如*scarp（意即「銳利的」）及*hert（意即「心臟」）等字中於其他子音之後的塞音，在此些字中，其他的子音出現在母音與塞音之間。第一階段未受影響之子音，在變化階段2開始前皆未受影響。

### 變化階段2
在成於第八世紀之變化階段2當中，同於變化階段1受影響之塞音，若出現於字首、身為長塞音，或接在流音(即/l/或/r/)或鼻音(即/m/或/n/)之後的話，則變為塞擦音（即後加擦音之塞音，如漢語「茲」、「次」等字裡的子音，皆為塞擦音），變化內容如下：
/p/ > /pf/（古高地德語中亦寫作<ph>）
/t/ > /ts/（寫作<z>或<tz>）
/k/ > /kx/（古高地德語中寫作<kch>）
具體例子如下：
古英語之æppel對比古高地德語之aphul（另對比現代英語之apple、荷蘭語之appel、德語之Apfel與低地德語之Aupel）
古英語之scearp對比古高地德語之scarpf（另對比現代英語之sharp、荷蘭語之scherp、德語之scharf與低地德語之schoap）
古英語之catt對比古高地德語之kazza（另對比現代英語之cat、荷蘭語之kat、德語之Katze與低地德語之Kaut）
古英語之tam對比古高地德語之zam（另對比現代英語之tame、荷蘭語之tam、德語之zahm與低地德語之tom）
古英語之liccian對比古高地德語之lecchōn（另對比現代英語之（to）lick、荷蘭語之likken、德語之lecken與高地阿勒曼尼語之schlecke/schläcke(發音分別為/ʃlɛkxə/和/ʃlækxə/))
古英語之weorc對比古高地德語之werk or werch（另對比現代英語之work、荷蘭語之werk、德語之Werk、高地阿勒曼尼語之Werch/Wärch與低地德語之Woakj）
此階段推移並未影響位於擦音之後的塞音，也就是/sp, st, sk, ft, ht/等組合中的塞音。在/tr/中的/t/亦未受影響，如下所示：
古英語之spearwa對比古高地德語之sparo（另對比現代英語之sparrow、荷蘭語之spreeuw、德語之Sperling與低地德語之Spoalinkj）
古英語之mæst對比古高地德語之mast（另對比現代英語之mast、荷蘭語之mast及德語之Mast[baum]）
古英語之niht對比古高地德語之naht（另對比現代英語之night、荷蘭語之nacht、德語之Nacht與低地德語之Nacht）
古英語之trēowe對比古高地德語之[ge]triuwi（另對比現代英語之true、荷蘭語之（ge）trouw、德語之treu（轉義為「忠實的」）及低地德語之trü）
/sk/ > /ʃ/這個次變化（書寫時寫作<sch>），發生於晚期古高地德語中，且不屬於此變化階段之內容。
在部份方言中，這些變化（尤其pf）後來變成純粹的擦音。在許多情境下，/pf/在之後變成了/f/，在意第緒語和部份德語方言中，此簡化發生於字首，如荷蘭語paard、德語Pferd與意第緒語ferd（皆意即「馬」）等字之對比即其例；又此音在/r/與/l/後簡化成擦音的傾向強烈，例如werfen（源字古高地德語werpfan）和helfen（源字古高地德語helpfan）等字皆為其例，但部份於此情況下的字，依舊保留/pf/的發音，如Karpfen者即其一例。
- /t/ > /ts/這個變化發生於整個高地德語區，並反映於現代標準德語中。
- /p/ > /pf/這個變化發生於整個上德語區，但在中部德語區亦有多種變體出現。在萊茵─法蘭克尼亞語（英语：Rhine Franconian）當中，越北區域的變體，發生變化的狀況越少。另外此變化反映於現代德語中。
- /k/ > /kx/這個變化的地理範圍被高度侷限於最南部的上德語區。提羅爾地區的南奧地利─巴伐利亞語（英语：Southern Austro-Bavarian）是唯一在所有的發音部位都出現/kx/這個音的語言。在高地阿勒曼尼語中，只有原本是長塞音的部位出現此音，在其他發音部位，/k/變成了/x/。然而現代高地阿勒曼尼語的字首亦有/kx/這個發音，因為它用於所有借詞的k之中(例如[kxariˈb̥ikx])，也因為/kx/是個可能存在的子音叢集（例如Gchnorz(意即「費力之工作」）的發音即為[kxno（ː）rts]，此字源自chnorze這個動詞)

### 變化階段3
變化階段3之地理範圍最小，於此階段，濁塞音變成清塞音
b→p
d→t
g→k
標準德語中僅出現d→t之變化。另外兩個此階段的變化只出現於瑞士的高地阿勒曼尼語以及奧地利的南巴伐利亞語方言之中。
此變化可能在變化階段1與2不再作用後，開始於八至九世紀，不然此變化所產生的清塞音，就會在之後變成擦音和塞擦音。
有趣的是，原印歐語中，因為維爾納定律而在原日耳曼語裡濁化的清塞音，在高地德語子音推移的第三階段裡又變回其最原始的發音（*t → d → t），如下所示：
原始印歐語之*māh₂ter-，根據維爾納定律變為原始日耳曼語之*mōder，接著又在高地德語子音推移的第三階段裡，變成德語之Mutter
具體例子如下：
古英語之dōn對比古高地德語之tuon（另對比現代英語之do、荷蘭語之doen、德語之tun與低地德語之doonen）
古英語之mōdor對比古高地德語之muotar（另對比現代英語之mother、荷蘭語之moeder、德語之Mutter與低地德語之Mutta）
古英語之rēad對比古高地德語之rōt（另對比現代英語之red、荷蘭語之rood、德語之rot與低地德語之root）
古英語之biddan對比古高地德語之bitten或pitten（另對比現代英語之bid、荷蘭語之bieden、德語之bitten、巴伐利亞語之pitten與低地德語之beeden）
pizza這個字可能是義大利語早期借自古高地德語（巴伐利亞方言）中，pizzo這個字，而古高地德語之pizzo，乃bizzo（對應德語之Bissen，意即「咬」或「點心」）經歷推移後之形式。

## 其他變化之詳解
其他一些發生於西日耳曼語變為古高地德語之過程的子音推移（即以下所述之變化），亦被某些將「高地德語子音推移」這個詞看作對所有變化過程描述的學者，歸類於「高地德語子音推移」的大標題之下，但那些將此詞用於描述前述的三個主要變化階段的人，則不將以下所述之變化以「高地德語子音推移」一詞來敘述。雖然亦能將/ð/ →/d/、/ɣ/ →/g/和/v/ →/b/這三個變化看成是相似的三個群組，但這些變化的年代學與不一致的語音條件不支持如此的群組化歸類。

### þ/ð→d（變化階段4）
有時此將齒擦音變為/d/之變化又被稱作是「變化階段4」。此變化之不同處在於其亦影響低地德語與荷蘭語。於原始日耳曼語中，清語濁齒擦音þ與ð為同位異音，其中þ出現於字首而ð出現於字間。於此變化中其合為一音/d/。此變化出現得較晚，以致於最早的古高地德語文件中可找到此音，因而可定位此變化發生時段為九至十世紀間。
早期古高地德語thaz →古典古高地德語daz（對比於現代英語之that、荷蘭語之dat、德語之das與低地德語之daut）
早期古高地德語thenken →古典古高地德語denken（對比於現代英語之think、荷蘭語之denken、德語之denken與低地德語之dinken）
早期古高地德語thegan →古典古高地德語degan（對比於現代英語之thane、荷蘭語之degen與德語之Degen）
早期古高地德語thurstag →古典古高地德語durstac（對比於現代英語之thirsty、荷蘭語之dorstig、德語之durstig與低地德語之darstijch）
早期古高地德語bruother/bruodher →古典古高地德語bruoder（對比於現代英語之brother、荷蘭語之broeder、德語之Bruder與低地德語之Brooda）
早期古高地德語munth →古典古高地德語mund（對比於現代英語之mouth、荷蘭語之mond、德語之Mund與低地德語之Mül）
早期古高地德語thou/thu →古典古高地德語du（對比於現代英語之thou、德語之du、古荷蘭語之thu與低地德語之dü）
在被變化階段4影響，而沒被變化階段3影響的語言，如低地德語、中部德語和荷蘭語等之中，原始日耳曼語的音素þ和d合而為一，因為þ在這些語言中變成了d，但原有的d卻沒有變化。
|                                             | （標準）德語 | 荷蘭語 | 英語  |
| 原有的/þ/（在荷蘭語與（標準）德語中變成/d/) | Tode         | dood   | death |
| 原有的/d/（在（標準）德語中變成/t/)         | Tote         | dood   | dead  |

（為了比較的緣故，在此（標準）德語的形式採用詞尾有-e的形式，以避免尾音清化對發音造成的影響（見下說明）。本處舉例的兩個字的原形分別為Tod與tot，兩者皆讀作/to:t/）
此效應的結果是中古荷蘭語中，缺乏齒音方面的語法相關發音變化（Grammatischer Wechsel）。
在1955年，奧圖‧霍夫勒（Otto Höfler）認為一個與高地德語子音推移變化階段4相似的子音推移，可能早在3世紀就出現在哥德語（屬東日耳曼語支）當中，同時他認為此變化可能隨著西哥德人的向西遷移（發生於西元375年–500年左右）而散佈至高地德語中。此意見未獲得廣泛的回響，現在的看法認為，霍夫勒將一些羅曼語族裡（借詞）的發音代換，給曲解成日耳曼語的東西，同時東日耳曼語支的語言亦未出現第二次子音推移的現象。

### /ɣ/→/g/
西日耳曼語支語言中原有的軟顎濁擦音/ɣ/在古高地德語時代，於所有部位都變成了/g/。這個變化被認為是一項早期的變化，最晚在八世紀時完成。由於/g/這個音的存在，對於南德語所發生的「g→k」這個變化而言，是不可或缺的，因此此變化必須在變化階段3發生之前就發生。
大約十世紀時，此音變亦獨立發生於古英語中（此日期據頭韻樣式的變化而來），但若此音出現於前母音之後，則變成/j/，此為一顯著之例外，因為若這些音在前母音之前的話，則其在更早以前，就受到了盎格魯─薩克遜語中顎音化過程的影響。
荷蘭語在這保留了原有的/ɣ/音，但由於荷蘭語將此音寫作<g>，因此其與英語和德語的發音差異就無法由書寫形式得知。
荷蘭語goed發作（/ɣuːt/）；對比德語gut和英語good中g的發音
荷蘭語gisteren發作（/ɣisterən/）；對比德語gestern中g的發音和英語yesterday中y的發音

### /v/→/b/
西日耳曼語言中做為/f/於字間之同位異音的*ƀ（可能發作[v]），若出現於兩母音間以及/l/之後，其變為古高地德語的/b/。
下為古英語與部份高地德語（古代與中古）部份字詞之對比：
古英語之lufu對比古高地德語liob（對比於現代英語之love、荷蘭語之lief、德語之Liebe與低地德語之Leew）
古英語之hæfen對比中古高地德語habe（對比於現代英語之haven與荷蘭語之haven；對於德語Hafen一詞之狀況，請見下說明）
古英語之half對比古高地德語之halb（對比於現代英語之half、荷蘭語之half、德語之halb與低地德語之haulf）
古英語之lifer對比古高地德語之libara（對比於現代英語之liver、荷蘭語之lever、德語之Leber與低地德語之Läwa）
古英語之self對比古高地德語之selbo（對比於現代英語之self、荷蘭語之zelf、德語之selbe與低地德語之self）
古英語之sealfian對比古高地德語之salbon（對比於現代英語之salve、荷蘭語之zalf與德語之Salbe）

### /s/→/ʃ/
於字首，高地德語經歷了/sp/、/st/與/sk/分別變為/ʃp/、/ʃt/與/ʃ/之變化：
德語單詞spinnen（/ʃp/）與英語單詞spin之關係、
德語單詞Straße（/ʃt/）與英語單詞street之關係，以及
德語單詞Schrift與英語單詞script之關係，可看出此變化之影響。

### 尾音清化
其他變化包括德語與荷蘭語，以及英語部份單字之尾音清化之傾向。故於德語與荷蘭語當中，一個字結尾的/b/、/d/與/g/會和/p/、/t/與/k/發相同的音，如德語單字Tag（意即「日子」）之發音近似英語單字tack，而非如tag一般。
除此之外，該些字尾的原始濁音發音，依舊呈現於德語與荷蘭語的拼寫中，這可能和這些字的相關屈折形式有關，如Tag的眾數形Tage之g即為濁音，因為它並未在字尾。這些屈折形式所造成的結果就是：母語使用者依舊會注意到這些濁化的發音，並根據其濁化發音來拼注單字。然而在中古高地德語中，這些音被以實際發音所拼注：單數形tac；眾數形tage。

## 年代學
除了þ→d這個變化之外，高地德語子音推移在古高地德語的文獻於九世紀開始書寫前就已發生，不過許多變化階段發生的時間都是不確定的。這裡用的推移時間多半根據《dtv-Atlas zur deutschen Sprache》一書的內容（第63頁）。其他地方也有著不同的估計，例如瓦特曼（Waterman）就認定三階段最初的推移發生時點相當接近，並在西元600年左右在阿勒曼尼地區完成，而這些推移以二至三世紀的時間向外擴散。
一些歷史的人事物亦可幫助我們定年，例如在德語中阿提拉被稱作Etzel的事實說明了變化階段2必須在五世紀匈人入侵前完成。而德語中出現發音推移的拉丁語借詞（例如拉丁語之strata→德語之Straße）與未出現推移之拉丁語借詞（例如拉丁語之poena→德語之Pein）可幫助我們推定發音轉變應當發生在這些詞可能被借來的時間之前或之後。然而最有用的年代資料依舊是古典晚期和中古早期拉丁語文獻中記載的德語單字。
不論如何精確的定年應該是困難的，因為每個推移都有可能在一個地區的口語中的某字或某些字開始出現，然後透過辭彙擴散影響具有相同音位條件的字，之後再花較長的時間影響更廣泛的區域。
然而變化階段2、3與4的相對年代，可藉由觀察實際狀況，得到「t→tz這個變化必須發生於d→t這個變化開始之前，且d→t這個變化必須發生於þ→d這個變化開始之前，不然，本來þ所代表的音，就有可能會經歷這三階段的變化，並變成和tz代表之發音相同的音」等幾點而得知。另外，藉由在古巴伐利亞文獻中的kepan這個代表「給予」的字，我們可得知/ɣ/ → /g/ → /k/和/v/ → /b/→ /p/這兩個變化的存在，並指出/ɣ/ →/g/和/v/ →/b/這兩個變化必須於變化階段3之前發生。
其他的年代也有人提議，據德國語言學家特奧‧芬內曼未被廣泛接受的理論，這些推移發生的時代較早且在西元前一世紀就已完成，他據此將日耳曼語言劃分為高地日耳曼語和低地日耳曼語。

## 地理分佈
| 萊茵扇（Rheinischer Fächer）中的方言與等語線 （此表之等語線由北至南排列；另外此表中方言區以暗色塊表示，而等語線以亮色塊表示） |        |          |
| 等語線 | 以北   | 以南     |
| 低地法蘭克語 |        |          |
| 于爾丁根線 | ik     | ich      |
| 林堡語 |        |          |
| 本拉特線 低地德語與中部德語之界線                                                                                             | maken  | machen   |
| 利普里安語（Ripuarian，如科隆話（Kölsch），波昂話（Bönnsch），亞琛話（Öcher Platt）等屬此類）                                 |        |          |
| 巴特洪内夫線 （位於北莱茵-威斯特法伦與莱茵兰-普法尔茨之界線上）                                                               | Dorp   | Dorf     |
| 盧森堡語 |        |          |
| 林茨線（Linz line） | tussen | zwischen |
| 巴特亨宁根線 | op     | auf      |
| Koblenzer Platt |        |          |
| 博帕德線 | Korf   | Korb     |
| 圣戈阿尔线 | dat    | das      |
| 莱茵法兰克语（Rheinfränkisch，例如普法爾茨方言(Pfälzisch）、法蘭克福方言（Frankfurterisch）等皆屬此類)                        |        |          |
| 施派爾線（美因河線） （中部德語與上德語之界線）                                                                               | Appel  | Apfel    |
| 上德語 |        |          |

可以大略地認為，變化階段1的結果影響了中部德語與上德語，變化階段2與3的結果只影響了上德語，而變化階段4則影響了整個德語與荷蘭語的使用區。一般認可的低地德語與中部德語的界線，也就是所謂的「maken-machen線」，由於此線通過杜塞尔多夫的郊區本拉特（Benrath）的緣故，有時又稱作本拉特線（Benrather linie）；至於中部德語與上德語的主要界線，也就是所謂的「Appel-Apfel線」，因為通過施派尔鎮這個位於本拉特南方約200公里的城鎮的附近之故，因此又可稱之為施派爾線（Speyerer Linie）。
然而，對於各變化區地理影響範圍的敘述，是遠較以上之敘述來得複雜的，除了各變化階段之不同音變所影響的範圍不同外（像例如變化階段3之其中一部份影響了整個上德語區；而另外一部份則只影響了上德語最南部的方言片），同樣的音變在不同的單字上亦可能有不同的影響狀況，此亦是原因之一。像例如在德國西部，「ik-ich線」之位置遠較「maken-machen線」來得北，在德國東部則相反；而在德國中部，兩線則重合，儘管「ik-ich線」和「maken-machen線」這兩條都代表/k/→/x/這個音變的影響界限。 
根據變化階段1的影響狀況，而對西部中央德語方言所做出的劃分，是有著特别的稱呼的。這劃分在德語中被稱為Rheinischer Fächer（意即「萊茵扇」），因為在地圖上，方言界限之形態看似扇子之故，故有此稱。在此有不少於八條等語線從西延伸至東，並在部份地區融合，形成東中部德語較簡單的劃分線。右方表格表現出了從北到南的等語線及其間主要的方言。
關於部份發音變化界限的地圖圖，詳見general map與Rheinischer Fächer.

## 倫巴底日耳曼語
與變化階段2與變化階段3相似的子音推移亦出現於倫巴底日耳曼語這種早期中世紀於義大利北部使用的日耳曼語當中，此語言的資料保存於在6世紀晚期至7世紀早期寫成的盧恩文字片段裡，很不幸地，倫巴底日耳曼語的現存資料不足以對此語言進行完全的分類，因此我們不能確定這個語言所具有的變化只是偶然的反映，或這種語言經歷了完整的推移過程，不過b→p的變化是清楚地被紀錄下來的。這表示此變化可能開始於義大利地區，或同時向南與向北散佈。恩斯特‧施瓦茨（Ernst Schwarz）與其他人認為該子音推移為德語與倫巴底日耳曼語接觸所造成的，若真如此的話，那倫巴底語呈現的證據，將迫使我們認為，高地德語的變化階段3早在第六世紀晚期就已開始，此時代比多數人的估計都還早，不過此變化不必然在如此早期的時代，就開始向德語區進行散佈。
若如某些學者所相信的一樣，倫巴底日耳曼語是東日耳曼語支的語言且非德語方言連續體的一部份，那麼有有可能類似的變化同時平行地於德語與倫巴底日耳曼語中發生。然而現存的倫巴底日耳曼語與巴伐利亞語有清楚的聯繫，因此維爾納‧貝茨（Werner Betz）與其他人較偏好將倫巴底日耳曼語視為古高地德語的方言。倫巴底人與原初巴伐利亞居民間，有著相當緊密的連結：至568年為止，倫巴底人都住在「Tullner Feld」（維也納往西五十公里處）一帶，而有些倫巴底人的墳墓（此些墓穴因為新鐵路線建築的緣故而在數年前開挖）是568年以後所築的，故顯然並非所有的倫巴底人都在西元568年時遷往義大利。剩餘的人似乎變成了新出現的巴伐利亞人團體的一部份。 
根據西元650年之前，倫巴底地區的人玻比爾的約拿斯（Jonas of Bobbio）之述，當可倫班（Columban）在600年後的不久來到阿勒曼尼地區之博登湖時，他擊破了被稱作cupa（對應於英語的cup與德語的Kufe）的大桶。這顯示了在可倫班的時代，「p變成f」這個推移尚未發生阿勒曼尼語或倫巴底日耳曼語中。但罗萨里敕令這本書裡（643年成書，現存最早之手稿為650年後之作，見上文說明），卻出現了grapworf（意即「將屍體移出墓穴」，此字對應於德語的Wurf與Grab）、marhworf（此字指稱某種馬，古高地德語之marh意即「將騎者摔下」）等許多受此子音推移影響之字。故最好認為此子音推移於620年至640年間這些部落彼此有大量接觸之時，才普遍地影響倫巴底日耳曼語、巴伐利亞語和阿勒曼尼語等語言。

## 範例
以下以兩份晚期中世紀之文件做為高地德語子音推移之範例，左邊乃源自《萨克森之鉴》（Sachsenspiegel）之中古低地德語文件內容（1220年），其顯現出未推移之子音；而右者源自中古高地德語寫成之Deutschenspiegel（1274年），其顯現出已推移之子音；彼二者皆其所屬時代之標準法律文件。
| Sachsenspiegel（II,45,3） |  | Deutschenspiegel（Landrecht 283） |
| --- |  | --- |
| De man is ok vormunde sines wives, to hant alse se eme getruwet is. Dat wif is ok des mannes notinne to hant alse se in sin bedde trit, na des mannes dode is se ledich van des mannes rechte. |  | Der man ist auch vormunt sînes wîbes zehant als si im getriuwet ist. Daz wîp ist auch des mannes genôzinne zehant als si an sîn bette trit nâch des mannes rechte. |

翻譯：
Sachsenspiegel：「男子乃成其妻之護衛／當她嫁給他時／妻子亦男子之友伴／當她上該男子之床時／男人死後，她可自由於該男子之權利」＝＞「當女子嫁予男子時，男子即成其妻之護衛；當妻子上（未來）丈夫之床時，她即成為男子之友伴（就是妻子），男子死後，女子可脫離該男子於其所擁有之權利」
Deutschenspiegel：「男子乃成其妻之護衛／當她嫁給他時／妻子亦男子之友伴／當她上該男子之床時／根據該男子之權利」＝＞「當女子嫁予男子時，男子即成其妻之護衛；當妻子上丈夫之床時，據男子之權利，她即成為男子之友伴」

## 標準德語之未推移形式
高地德語子音推移─至少狹義所指稱之部份─是沒有例外的發音變化之例，並常為新語法學派引做其主張之範例。雖然標準德語基於中部德語方言，但卻混有來自各地德語方言的單字。當一個德語本地字（對比愉借詞）包含有未受推移影響之形式時，它們往往被解釋成來自低地德語的詞，在此情況，受推移影響之形式不再使用，或者與未推移之形式並存，前者的例子包括了Hafen（意即「港口」）這個字，在中古高地德語中，使用受推移影響的形式habe（n）表此字之意，但低地德語的對應形式卻在現代取代了受推移影響的形式；而後者的例子包括Wappen（意即「紋章」）這個字，其受推移影響的對應形式Waffen亦依舊使用，但其義為「武器」
其他合於此狀況的德語常用字字包括Lippe（意即「嘴唇」）、Pegel（意即「水平面儀」）；Pickel（意即「青春痘」）等。
然而多數現代德語中包含會受推移影響的子音的單字，是來自拉丁語、羅曼語言、英語或斯拉夫語言的借詞，其例有Paar（意即「少數的」）、Ratte（意即「大鼠」）、Peitsche（意即「鞭子」）等。

## 來源
- 本文翻譯自英語維基百科，以下為英語維基百科之參考資料：
- 等語線表來自德語維基的Rheinischer Fächer一文。
- 發音推移的時程參照自《dtv-Atlas zur deutschen Sprache》一書之第63頁。
- Waterman, John C.  Revised edition 1976. Long Grove IL: Waveland Press Inc. (by arrangement with University of Washington Press). 1991: 284 [1966]. ISBN 0-88133-590-8 （英语）.
- Friedrich Kluge (revised Elmar Seebold), Etymologisches Wörterbuch der deutschen Sprache 24th edition 2002.
- Paul/Wiehl/Grosse, Mittelhochdeutsche Grammatik, 23rd ed, Tübingen 1989, 114–22.
- Philippe Marcq & Thérèse Robin, Linguistique historique de l'allemand, Paris, 1997.
- Robert S. P. Beekes, Vergelijkende taalwetenschap, Utrecht, 1990.
- Schwerdt, Judith. . Heidelberg: Carl Winter. 2000. ISBN 3-82-531018-3.